# Uber Arena
El Uber Arena (llamado antes O2 World Berlín y Mercedes-Benz Arena) es un recinto multiuso en Berlín, Alemania, inaugurado en septiembre de 2008. Desarrollado por Anschutz Entertainment Group, fue llamado O2 World cuando Telefónica O2 Alemania adquirió los derechos del proyecto.
Con capacidad para 17 000 personas, es la sede del equipo de hockey sobre hielo Eisbären Berlin y del equipo de baloncesto ALBA Berlin, y es utilizado para otros deportes como balonmano, además de conciertos. En las zonas aledañas al recinto existen varios lugares de entretenimiento, incluyendo cines, un casino, un hotel y varios bares y restaurantes. El pabellón fue escenario de la Final Four de la Euroliga 2008-09.
La primera banda en tocar en el O2World fue Metallica, el 12 de septiembre. En diciembre de 2008, Leonard Cohen, Kylie Minogue, Christina Aguilera, Coldplay y Alicia Keys ya habían actuado en el lugar. Los días 26 y 27 de enero de 2009, Tina Turner realizó dos conciertos como parte de su tour europeo. Más tarde, el 5 de diciembre de 2009, Pet Shop Boys dio un concierto como parte de su Pandemonium Tour. Por su parte la cantante Shakira presentó su gira llamada Sale el Sol World Tour el 9 de diciembre de 2010. Lady Gaga el 11 de mayo de 2010 cantó aquí con el Monster Ball Tour. Laura Pausini actuó el 8 de mayo de 2012 con su Inedito World Tour 2011-2012, y los días 28 y 30 de junio de 2012, con ambos shows vendidos por completo se presentó pop Madonna en el marco de su gira The MDNA Tour. Rihanna se presentó nuevamente en el O2 World, esta vez en marco a Diamonds World Tour su gira; el concierto se realizó el 2 de julio de 2013. Los días 25 y 27 de noviembre de 2013, con un 100% de tickets vendidos, la legendaria banda británica Depeche Mode presentó su Delta Machine Tour, registrando estos shows para su nuevo material en vivo.
El estadio fue el lugar donde se llevó a cabo el show MTV Europe Music Awards 2009.
En marzo de 2024, el estadio pasó a ser conocido como Uber Arena, tras un acuerdo a largo plazo con los operadores de recintos AEG Europe. El lugar adyacente pasó de Verti Music Hall a Uber Eats Music Hall, y el barrio de entretenimiento pasó de Mercedes Platz a Uber Platz.